# 高知大学体育会サッカー部
高知大学体育会サッカー部（こうちだいがく たいいくかい サッカーぶ、英語: Kochi University Football Club）は、高知県高知市にある高知大学のサッカー部である。
本項目では、実質的に高知大学体育会サッカー部の社会人登録チームとなっている「KUFC南国」（ケイユーエフシーなんこく）についても記す。

## 概要・歴史
高知市曙町にある朝倉キャンパス内で活動を行っている（医学部のある南国市の岡豊キャンパスには別に「高知大学医学部サッカー部」がある）。
全日本大学サッカー選手権大会（インカレ）は1973年11月に開催された第22回大会が初出場であるが、初戦（1回戦）で早稲田大学に0-7で大敗した。当時は野球部とグラウンドを共用しており、県の社会人チームに大差で負けることもあった。その後、1978年に読売サッカークラブへの在籍経験も持つ野地照樹が教育学部助手として赴任。野地は以後38年間の永きにわたって指導、全国的に有力な大学サッカー部に育て上げた。
インカレでの初勝利は1992年の第41回大会であり（1回戦：大阪商業大学）、同大会ではベスト4に入った。一方の総理大臣杯全日本大学サッカートーナメントでは2009年の第33回大会で準優勝の成績を収めた。
天皇杯全日本サッカー選手権大会は1986年度の第66回大会が初出場であり、4回目の出場となった1996年度の第76回大会の宮崎教員戦で天皇杯初勝利を挙げた。2006年の第86回大会2回戦で当時日本フットボールリーグに所属していたSC鳥取（現：ガイナーレ鳥取）に勝利を収めた。2010年のインカレでは3位に入賞した。
2015年8月、高知県サッカー選手権大会（天皇杯県予選）で13連覇を果たす。同年の四国大学リーグでは22連覇を果たし、11月に行われた中国・四国大学リーグチャンピオンシップでも勝利して3連覇を達成した。
2016年3月末で野路が高知大学を定年退官となったことから監督を退いて総監督となり、後任には元ボルシアMGユースコーチ・ハノーファー96スカウトの経歴を持つ川田尚弘（高知大学地域連携推進センター特任助教）がコーチから昇格した。
2016年の高知県サッカー選手権大会決勝で高知ユナイテッドSCに1-2で敗れ、連覇は13で途絶えた。2018年の四国大学リーグでは3位に終わり、連覇は24で途絶えた。
なお、過去には高知県社会人サッカーリーグにも参戦していたが、後述するKUFC南国の設立により社会人カテゴリでの活動の場が確保されたこともあり、2019年で活動を修了している。

## タイトル
- 総理大臣杯全日本大学サッカートーナメント
  - 準優勝：1回 (2009)
- 全日本大学サッカー選手権大会
  - 準優勝：3回 (1998, 2009, 2012)
- 高知県サッカー選手権大会（天皇杯全日本サッカー選手権大会県予選）
  - 優勝：18回 (1996, 1997, 2000, 2001, 2003-2015)
  - 準優勝：6回 (2002, 2016, 2017, 2020, 2021, 2023)
- 四国大学サッカーリーグ
  - 優勝：-回（1994-2017他）
- 中国・四国大学リーグチャンピオンシップ
  - 優勝：-回（2013-2015他）
- 高知県社会人サッカーリーグ
  - 優勝：-回（2004-2016他）

## KUFC南国
KUFC南国（ケイユーエフシーなんこく）は、高知大学体育会サッカー部と提携関係にあった高知UトラスターFC（Uトラ、四国リーグ所属）が2016年2月にアイゴッソ高知（アイゴッソ、四国リーグ所属）と統合して高知ユナイテッドSC（高知U）に移行した際、Uトラに参加していた選手の中に「（Jリーグ加盟を目指す高知Uに合流せず）アマチュアの身分で今後も四国リーグでのプレーを続けたい」という選手が多くいたことを受け、その受け皿として2016年3月1日に創設されたクラブである。
高知大学体育会サッカー部のOB・現役部員（大学サッカー部との二重登録が出来ないため「移籍加入」扱い）を中心に、Uトラからの合流選手などで構成されている。形式上チーム登録を「Uトラのチーム名変更」とした（高知Uは形式上「アイゴッソのチーム名変更」としている）ため、事実上の新設チームながら高知県リーグを経ずにいきなり四国リーグからの参戦が可能となった。

### 年度別成績・歴代監督
| 年度 | 所属 | 順位                                     | 勝点                                     | 試合                                     | 勝                                       | 分                                       | 敗                                       | 得点                                     | 失点                                     | 差                                       | 監督       |
| 2016 | 四国 | 3位                                      | 27                                       | 14                                       | 9                                        | 0                                        | 5                                        | 36                                       | 20                                       | 16                                       | 日出山亮太 |
| 2017 | 四国 | 3位                                      | 23                                       | 14                                       | 7                                        | 2                                        | 5                                        | 29                                       | 29                                       | 0                                        | 日出山亮太 |
| 2018 | 四国 | 3位                                      | 31                                       | 14                                       | 10                                       | 1                                        | 3                                        | 48                                       | 14                                       | 34                                       | 中田龍吾   |
| 2019 | 四国 | 3位                                      | 25                                       | 14                                       | 8                                        | 1                                        | 5                                        | 60                                       | 23                                       | 37                                       | 中田龍吾   |
| 2020 | 四国 | 2位                                      | 18                                       | 7                                        | 6                                        | 0                                        | 1                                        | 26                                       | 4                                        | 22                                       | 大西徹     |
| 2021 | 四国 | 新型コロナウイルスの影響によりリーグ中止 | 新型コロナウイルスの影響によりリーグ中止 | 新型コロナウイルスの影響によりリーグ中止 | 新型コロナウイルスの影響によりリーグ中止 | 新型コロナウイルスの影響によりリーグ中止 | 新型コロナウイルスの影響によりリーグ中止 | 新型コロナウイルスの影響によりリーグ中止 | 新型コロナウイルスの影響によりリーグ中止 | 新型コロナウイルスの影響によりリーグ中止 | 大西徹     |
| 2022 | 四国 | 3位                                      | 24                                       | 14                                       | 7                                        | 3                                        | 4                                        | 27                                       | 19                                       | 8                                        | 大西徹     |
| 2023 | 四国 | 3位                                      | 28                                       | 14                                       | 9                                        | 1                                        | 4                                        | 28                                       | 15                                       | 13                                       | 大西徹     |
| 2024 | 四国 | 5位                                      | 20                                       | 14                                       | 6                                        | 2                                        | 6                                        | 26                                       | 26                                       | 0                                        | 中山和弥   |
| 2025 | 四国 |                                          |                                          | 14                                       |                                          |                                          |                                          |                                          |                                          |                                          | 植田泰郎   |

### 所属選手・スタッフ
2024年

#### スタッフ
| 役職       | 氏名     | 前職                         | 備考     |
| 監督       | 中山和弥 | KUFC南国 コーチ              | 選手兼任 |
| コーチ     | 松本健臣 | 高知大学                     | 選手兼任 |
| コーチ     | 塚本諒   | 高知ユナイテッドSC 選手      | 選手兼任 |
| コーチ     | 大西徹   | KUFC南国 監督                | 選手兼任 |
| トレーナー | 木下雄介 | 高知UトラスターFC トレーナー | 代表兼任 |

#### 選手
| Pos | No. | 選手名     | 前所属               | 備考       |
| GK  | 1   | 門田朋樹   | 高知大学             |            |
| GK  | 3   | 福島佑京   | 高知大学             |            |
| GK  | 24  | 島元理央   | 高知UトラスターFC    |            |
|     |     |            |                      |            |
| DF  | 5   | 都築篤司   | 高知大学             |            |
| DF  | 6   | 塚本諒     | 高知ユナイテッドSC   | コーチ兼任 |
| DF  | 22  | 田中雄斗   | Cento Cuore HARIMA   |            |
| DF  | 23  | 山下宏輝   | 栃木シティFC         |            |
| DF  | 27  | 坂東寿彦   | カンピオーネ         |            |
| DF  | 29  | 中山和弥   | 高知ユナイテッドSC   | 監督兼任   |
| DF  | 32  | 町田太壱   | FC柳町               |            |
|     |     |            |                      |            |
| MF  | 8   | 野村英登   | ディアブロッサ高田FC |            |
| MF  | 9   | 松本健臣   | 高知大学             | コーチ兼任 |
| MF  | 11  | 山﨑帆翔   | FC柳町               |            |
| MF  | 13  | 上岡蓮     | N.J.                 |            |
| MF  | 15  | 後藤祥基   | 高知大学             |            |
| MF  | 16  | 沖原大稀   | 広島修道大学         |            |
| MF  | 17  | 直江勇輝   | 高知大学             |            |
| MF  | 21  | 片山皓太郎 | 環太平洋大学         |            |
| MF  | 26  | 三田拓人   | 大阪商業大学         |            |
| MF  | 30  | 田中正也   | Cento Cuore HARIMA   |            |
| MF  | 31  | 武藤昂星   | 神戸星城高校         |            |
| MF  | 34  | 西村勁哉   | calcagrande          |            |
| MF  | 35  | 三宮康平   | 松山大学             | 副代表兼任 |
|     |     |            |                      |            |
| FW  | 4   | 西田龍     | FC.BOMBERO           |            |
| FW  | 7   | 出口晋一郎 | 高知UトラスターFC    |            |
| FW  | 10  | 大西徹     | 高知UトラスターFC    | コーチ兼任 |
| FW  | 18  | 出井正太郎 | 高知ユナイテッドSC   |            |
| FW  | 19  | 植田泰郎   | 高知大学             |            |
| FW  | 20  | 播磨栄治   | 高知大学             |            |
| FW  | 25  | 戸梶綾成   | 高知中央高校         |            |
| FW  | 28  | 西岡田渉   | FC R,S,G             |            |
| FW  | 33  | 有間潤     | ヴァンラーレ八戸     |            |
| FW  | 47  | 長尾善公   | 高知ユナイテッドSC   |            |

### ユニフォーム

#### クラブカラー
- 赤

#### ユニフォームスポンサー
| 掲出箇所 | スポンサー名         | 表記                  | 掲出年   | 備考                      |
| 胸       | 旭食品               | 旭食品                | 2018年 - |                           |
| 鎖骨     | なかよしライブラリー | なかよし ライブラリー | 2024年 - | 右側に掲出                |
| 背中上部 | こさい耳鼻咽喉科     | こさい耳鼻咽喉科      | 2018年 - |                           |
| 背中下部 | 竹春                 | TAKE 竹春 HARU        | 2020年 - |                           |
| 袖       | B Plan               | B Plan                | 2020年 - |                           |
| パンツ   | 有限会社白十字薬品   | 白十字薬品            | 2020年 - | 2018年 - 2019年は背中下部 |

#### ユニフォームサプライヤー
- 2016年 - 2019年：ASICS
- 2020年 - 現在：ORGY

#### 歴代ユニフォームスポンサー年表
| 年度 | 胸      | 鎖骨右                | 背中上部                                | 背中下部       | 袖     | パンツ     | サプライヤー |
| 2016 | FUNTIME | -                     | JA馬路村（1st.） ごっくん馬路村（2nd.） | -              | -      | -          | ASICS        |
| 2017 | FUNTIME | -                     | JA馬路村（1st.） ごっくん馬路村（2nd.） | -              | -      | -          | ASICS        |
| 2018 | 旭食品  | -                     | 医療法人 創真会 こさい耳鼻咽喉科        | 白十字薬品     | -      | -          | ASICS        |
| 2019 | 旭食品  | -                     | 医療法人 創真会 こさい耳鼻咽喉科        | 白十字薬品     | -      | -          | ASICS        |
| 2020 | 旭食品  | -                     | こさい耳鼻咽喉科                        | TAKE 竹春 HARU | B Plan | 白十字薬品 | ORGY         |
| 2021 | 旭食品  | -                     | こさい耳鼻咽喉科                        | TAKE 竹春 HARU | B Plan | 白十字薬品 | ORGY         |
| 2022 | 旭食品  | -                     | こさい耳鼻咽喉科                        | TAKE 竹春 HARU | B Plan | 白十字薬品 | ORGY         |
| 2023 | 旭食品  | -                     | こさい耳鼻咽喉科                        | TAKE 竹春 HARU | B Plan | 白十字薬品 | ORGY         |
| 2024 | 旭食品  | なかよし ライブラリー | こさい耳鼻咽喉科                        | TAKE 竹春 HARU | B Plan | 白十字薬品 | ORGY         |